# Little Fish (2020)
Little Fish ist ein romantischer Science-Fiction-Film von Chad Hartigan, der Teilnehmern des Tribeca Film Festivals ab 15. April 2020 online erstmals zur Verfügung gestellt wurde und am 5. Februar 2021 in die US-Kinos kam. Der Film basiert auf einer Kurzgeschichte von Aja Gabel.

## Handlung
Eine Pandemie, ausgelöst durch ein Virus, das das Gedächtnis der Menschen angreift, breitet sich mit alarmierender Geschwindigkeit auf der ganzen Welt aus. Die Krankheit wird als NIA oder „neuroinflammatorisches Leiden“ bezeichnet und lässt Betroffene plötzlich vergessen, wer sie sind oder was sie tun, wie zum Beispiel bei einem Fischer, der vergisst, wie man ein Schiff steuert und daher nach Hause schwimmt. 
Auch für die Ehe zweier Frischvermählten hat die Krankheit Folgen, als Jude beginnt Dinge zu vergessen. Seiner Frau Emma ist bislang nicht betroffen. Jude arbeitet als Fotograf, während sich Emma als Schriftstellerin versucht. Bald bemerkt sie bei einem Telefonat, dass sie auch ihre Mutter an NIA zu verlieren droht. Einer ihrer Freunde, ein Musiker namens Ben vergisst nicht nur, wie man Musik spielt, sondern erkennt auch seine eigene Freundin Samantha nicht mehr. 
Emma will es nicht akzeptieren, den Mann, den sie liebt und den sie vor knapp einem Jahr geheiratet hat, vor ihren Augen verschwinden zu sehen. Gemeinsam versuchen sie ihre Erinnerungen daran wach zu halten, wer sie sind und wie sie sich ineinander verliebten. Als ein potenzielles Gegenmittel gegen NIA entdeckt wird, probieren Emma und Jude dieses aus.

## Produktion
Der Film basiert auf einer Kurzgeschichte von Aja Gabel. Regie führte Chad Hartigan. Gabels Kurzgeschichte wurde von Mattson Tomlin für den Film adaptiert. Dieses Drehbuch landete im Jahr 2018 auf der Blacklist der besten unverfilmten Ideen Hollywoods.
Die Hauptrollen der frischvermählten Jude und Emma wurden mit Jack O’Connell und Olivia Cooke besetzt. Raúl Castillo spielt den mit beiden befreundeten Musiker namens Ben, die Musikerin Soko dessen Freundin Samantha.
Die Filmmusik komponierte Keegan DeWitt. Das Soundtrack-Album mit insgesamt 29 Musikstücken wurde am 5. Februar 2021 von Milan Records als Download veröffentlicht.
Der Film sollte Mitte April 2020 im Rahmen des Tribeca Film Festivals seine Weltpremiere feiern. Einen Monat vor Beginn des Festivals wurde dieses aufgrund der Coronavirus-Pandemie abgesagt und auf einen bislang unbekannten Zeitpunkt verschoben. Dennoch wurde der Film von 15. bis 26. April 2020, dem ursprünglichen Zeitfenster des Festivals, online zur Verfügung gestellt. Ende November 2020 stellte IFC Films den ersten Trailer vor. IFC Films brachte den Film am 5. Februar 2021 in ausgewählte US-Kinos und bietet ihn zudem als Stream und über Kabel-Video-on-Demand an. Im April 2021 wurde er beim Golden Horse Film Festival gezeigt.

## Rezeption

### Kritiken
Der Film konnte bislang 91 Prozent aller Kritiker bei Rotten Tomatoes überzeugen und erhielt hierbei eine durchschnittliche Bewertung von 7,4 der möglichen 10 Punkte.

### Auszeichnungen
Tribeca Film Festival 2020
- Nominierung im Narrative Competition